# Kauksi Ülle
Kauksi Ülle (n. Ülle Kahusk  n. 23 septembrie 1962, Võru⁠(d), RSS Estonă, URSS) este o scriitoare estonă și o personalitate culturală Võro.

## Viață și muncă

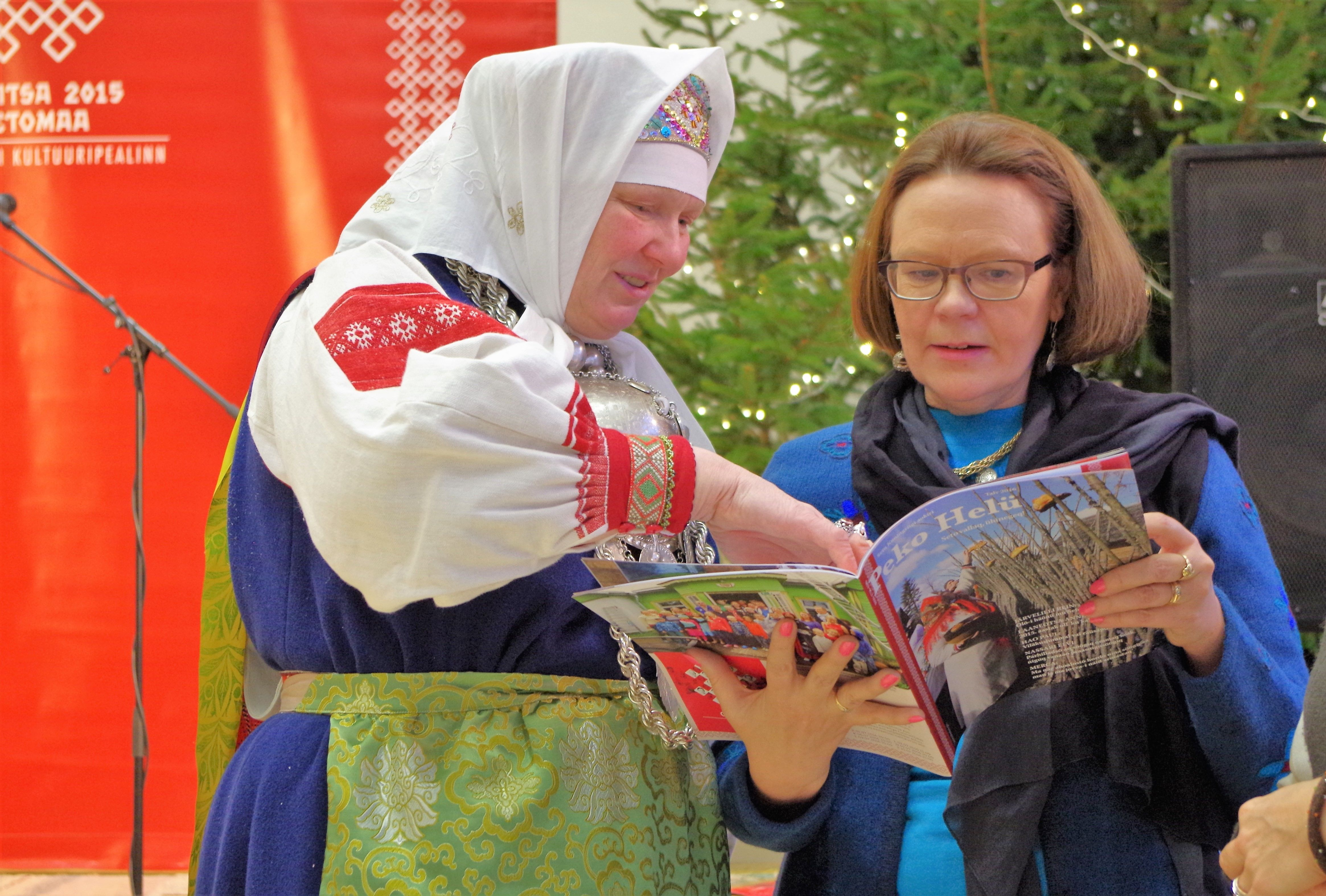
Kauksi Ülle și și ambasadorul finlandez în Estonia Kristi Narinen în 2016

Kauksi Ülle a crescut în satul Saarlasõ din actualul municipiu Rõuge. Între 1970–1978 a studiat la școala cu 8 clase din Rõuge și între 1978–1981 la școala primară Võru. În 1981, a intrat în Facultatea de Filologie a Universității de Stat din Tartu și a absolvit în 1986 cu o licență în jurnalism.
Kauksi Ülle se consideră  ca o scriitoare din Estonia de Sud, care este strâns legată de obiceiurile și istoria Estoniei de Sud. Prin urmare, conform tradiției patriei sale, ea apare adesea sub numele de Kauksi Ülle. Ea scrie în mod constant în Võro și s-a angajat să reînvie această limbă. Opera ei este atribuită etno-futurismului. Kauksi Ülle locuiește în prezent în Obinitsa.
Kauksi Ülle a crescut în mediul rural din comitatul Võru. A urmat școala în Rõuge și Võru. În 1986, a absolvit Universitatea din Tartu cu o diplomă în istorie. Apoi a lucrat în departamentul editorial al revistei Kultuur ja Elu, în Dependența Tartu (Tartuer Dépendance) a Uniunii Scriitorilor din Estonia, ca redactor-șef și director general la Võru Raadio (în 1991-1993) și pentru Fundația Fenno-Ugria, pe care o conduce din 1998.

## Lucrări

### Poezii
Kauksi Ülle a început să scrie poezii fără să știe că scrie în limba võro. În 1987, i-a fost publicată prima sa colecție de poezii, Kesk umma mäke, inspirate din tradiția orală. Au urmat colecțiile de balade „Hanõ vai luigõ” (1989), „Agu ni Eha” (1995) și „Kuldnaanõ” (1996), inspirate din cântecul popular runic (regilaul). Baladele sunt scrise adesea sub formă de dialog. Colecția de poezii „Jyriyy”, publicată în 1991, conține poezie patriotică despre Revoluția prin cântec, unde ironia este amestecată în patos; revoluția prin cântec este un nume folosit în mod obișnuit pentru evenimentele care au dus la restabilirea independenței statelor baltice Estonia, Letonia și Lituania față de Uniunea Sovietică la sfârșitul Războiului Rece. Cărțile sale ulterioare de poezie, Nõsõq rõõmu mõrsija (2001) și Käänüpäiv (2003), se concentrează pe teme personale, dar există și poezii satirice și rugăciuni superstițioase. În 2005, a publicat o colecție de poezie în limba estonă „Patria mamă”, care a fost tradusă de Kirsti Oidekivi și Aare Pilv. În același an a fost realizată înregistrarea sonoră Imäplaat, unde citește și cântă din propria poezie. În 2012 a publicat primul volum din Valit Luulõq, precum și o colecție de poezii noi Pleaseõiaq.
- 1987 Kesk umma mäke
- 1989 Hanõ vai luigõ
- 1991 Jyriyy
- 1995 Agu ni Eha. Morn and Eve (Võro și engleză)
- 1996 Kuldnaanõ. Kultanainen (Võro și finlandeză)
- 2001 Nõsõq rõõmu mõrsija
- 2003 Käänüpäiv
- 2005 Emaemamaa (Patrie)
- 2012 Palunõiaq
- 2012 Valit luulõq

### Proză
Colecțiile scurte Säng (1997) și Huuv´ (2000) sunt formate din piese confesionale care descriu viața de zi cu zi din Tartu la începutul anilor 1990. Romanul Paat (1998) prezintă viața personajului principal Ainu din satul Võrumaa din anii postbelici până la restabilirea independenței Estoniei. Intriga romanului conține relații magice și erotice naturale. Romanul Uibu (2003) are loc în timpurile moderne.
- 1997 Säng
- 1998 Paat
- 2000 Huuv´
- 2003 Uibu

### Piese de teatru
- 2004 Taarka
- 2006 Kuus tükkü

Piesa de teatru din 2004, Taarka, a fost adaptată de regizorul Ain Mäeots ca un film omonim în 2008, despre viața cântăreaței Seto Hilana Taarka.

## Premii și onoruri
În 1992, a primit Premiul pentru Literatură Bernard Kangro, iar în 2004 Premiul Gustav Suitsu pentru volumul de poezie Käänupäiv.
În 2006, i s-a acordat Premiul special al juriului din partea Asociației Estone de Teatru (Eesti Teatriliidu sõnalavastuste žürii eriauhind), pentru piesa de teatru Taarka (împreună cu Teatrul Vanemuine și Regatul Seto).
A primit, în 2006, din partea Președintele Estoniei, Ordinul Stelei Albe, Clasa a IV-a.
A fost Femeia Anului în 2008, un titlu onorific acordat de Asociația Estonă a Femeilor și Afacerilor Profesionale (Eesti Ettevõtlike Naiste Assotsiatsioon).
În 2019, a primit Premiul pentru Poezie Juhan Liivi pentru volumul de poezie Imäpuu.